# ジオコンセント
ジオコンセントは、兵庫県美方郡新温泉町の湯村温泉の施設「薬師湯」に、2012年より設置された熱電発電による給電サービス用のコンセント（差込口）である。このコンセントは周囲を緑色に塗られている。
ペルティエ素子に温度差を与えると発電するゼーベック効果を利用した発電装置を、温泉の熱水（60℃）と水道水（20℃）を使用する形で素子20枚で組み立て、車載用のインバータを経由させる形で送電している。泉源を管理する湯財産区が30万円で整備した。施設内にはコンセントのほか、同じ電源による携帯電話の充電ボックスも設置されている。
薬師湯では、独自に開発した実演用の装置を用いて来館者や視察団体へ説明するだけでなく、地元小学校の授業にも協力し、温泉保全活動にも繋げている。